# Apostolisches Vikariat Gambella
Das Apostolische Vikariat Gambella (lateinisch Apostolicus Vicariatus Gambellensis) ist ein in Äthiopien gelegenes römisch-katholisches Apostolisches Vikariat mit Sitz in Gambella.

## Geschichte
Die Apostolische Präfektur Gambella wurde am 16. November 2000 durch Papst Johannes Paul II. aus Gebietsabtretungen der Apostolischen Präfektur Jimma-Bonga errichtet. Am 5. Dezember 2009 wurde die Apostolische Präfektur Gambella durch Papst Benedikt XVI. zum Apostolischen Vikariat erhoben. Erster Apostolischer Vikar wurde der bisherige Apostolische Präfekt Angelo Moreschi SDB.

## Apostolische Vikare
- Angelo Moreschi SDB (2000–2020, bis 2009 Präfekt)
- Roberto Bergamaschi SDB (seit 2020)